# Lygropia szentivanyi
Lygropia szentivanyi là một loài bướm đêm trong họ Crambidae.